# Maria de las Mercedes Santa Cruz y Montalvo
Maria de las Mercedes Santa Cruz y Montalvo, comtesse de Merlin, née en 1789 à La Havane, morte en 1852 à Paris, est une auteure cubaine, écrivant essentiellement en français.

## Biographie
Née en 1789 à La Havane, elle est issue de la famille des comtes de Jaruco, un titre nobiliaire espagnol. Son père, Joaquín de Santa Cruz y Cárdenas, né à La Havane, a 18 ans à sa naissance, et sa mère María Teresa Montalvo O`Farril a à peine 16 ans (un de ses oncles est un des nobles et militaires de la Cour d'Espagne, Gonzalo O'Farrill y Herrera). Elle est le premier enfant de ce couple et le seul né à Cuba. Les très jeunes comtes de Jaruco s'embarquent en effet pour l'Europe durant quelques années, laissant leur fille à son arrière-grand-mère maternelle. Ces années de petite enfance ont été libres et sans éducation rigide. Sa grand-mère paternelle, la comtesse veuve Jaruco est choquée plus d'une fois de voir sa petite-fille pieds nus, grimpant aux arbres et dansant avec les enfants noirs des plantations. Quand son père revient à Cuba, elle devient pensionnaire dans un couvent, où elle est malheureuse, excepté durant les heures de chant dans le chœur, et dont elle s'enfuit à douze ans, scandalisant sa famille.
À l'âge de quatorze ans, elle s'embarque avec son père pour l'Espagne, y retrouve sa mère, et termine sa scolarité à Madrid. Son père meurt en 1807. En 1810, Santa Cruz y Montalvo épouse le général français Christophe Antoine Merlin, qui, à la suite de plusieurs exploits, est fait comte par le roi d'Espagne (imposé par Napoléon sur ce trône) Joseph-Napoléon Ier, le frère aîné de Napoléon. En 1813, lorsque les troupes françaises quittent l'Espagne, elle se rend à Paris. Elle y devient rapidement connue dans la «bonne société» française et sa maison est un lieu de discussions entre personnes éminentes dans les domaines de la science, de la littérature et de l'art,.
Après la Restauration, sa notoriété dans cette bonne société souffre de la fidélité de son mari à Napoléon. Disposant d'une voix de soprano appréciée, elle participe à des concerts. Mais ce n'est qu'après la révolution des Trois Glorieuses et la chute des Bourbons, qu'elle retrouve un rôle social et intellectuel reconnu et intense, avec un salon à nouveau prisé, par exemple par Victor Hugo, Alfred de Musset, Alphonse de Lamartine, Rossini, la chanteuse d'opéra Maria Malibran, ainsi que par des écrivains hispano-cubains tels que Domingo del Monte et José Antonio Saco (es), partisan convaincu de l'abolition de l'esclavage.
Elle se consacre aussi à l'écriture à partir des années 1830. Certaines de ses œuvres sont écrites initialement en espagnol, mais la majorité le sont en français,.
Son époux meurt en mars 1839. En 1840, Santa Cruz y Montalvo revient dans sa ville natale de La Havane. Mais en 1842, elle retourne dans son pays d'adoption, la France où elle a déjà acquis une réputation par ses travaux littéraires. Elle tente aussi, en vain, de récupérer des biens familiaux en Espagne saisis par les Bourbons d'Espagne,.
Ses ouvrages les plus importants sont Mis doce primeros anos [ Mes douze premières années] (Paris, 1831) ; Histoire de la sœur Inès (1832), des mémoires fictives d'une religieuse (personnage inspiré par une religieuse qui l'a aidé à s'enfuir à 12 ans du couvent où elle était pensionnaire) ; Mémoires d'une Créole (1835), suite de son autobiographie ; Ocios de una mujer de gran mundo [Loisirs d'une femme du monde], une biographie de Maria Malibran (1837) ; L'esclavage dans les colonies espagnoles (1840) ; La Havane (3 vol., 1842), avec un prologue de Gertrudis Gómez de Avellaneda ; Les lionnes de Paris (1845) ; et Le duc d'Athènes (1848). Beaucoup de ses œuvres sont traduites dans plusieurs langues européennes.
Elle meurt à Paris en 1852,.